# Titanebo dispar
Titanebo dispar es una especie de araña cangrejo del género Titanebo, familia Philodromidae. Fue descrita científicamente por Schick en 1965.

## Distribución
Esta especie se encuentra en los Estados Unidos.